# Jean Gauguet-Larouche
Jean Gauguet-Larouche  (La Malbaie, 6 octobre 1935 - Saint-Siméon, 19 février 1986) est un artiste québécois.

## Biographie
Jean Gauguet-Larouche étudie à l'École des beaux-arts de Montréal de 1959 à 1963. En 1961, Il fonde Les Jardins de la Jeune Sculpture à Val-Menaud (Saguenay). En 1964, il fonde avec Gilbert Langevin, Serge Lemoyne et Jacques Renaud, la Galerie Atys à Montréal située à Montréal au 286, Sainte-Catherine Ouest. Il est l'auteur de deux recueils de poèmes : Cendres de sang : poèmes (1961) et La Saignée du pain : poèmes (1963) parus aux Éditions ATYS. En 1968, il obtient une bourse pour le studio Québec de la Cité internationale des arts à Paris. Il est le premier artiste qui expose au Musée d'art contemporain de Montréal. Il conçoit le logo de la Confédération des syndicats nationaux. En 1972, il tente avec des citoyens de protéger un groupe de maisons nommé Îlots-des-Voltigeurs de la destruction. Jean-Louis Frund a réalisé un documentaire sur Gauguet-Larouche en 1965.

## Expositions
- Salon de la Jeune Peinture, École des beaux-arts de Montréal, 1961
- Salon du Printemps, Musée des beaux-arts de Montréal, 1963
- Deuxième symposium de sculptures d'Alma, 1967
- Les œuvres récentes de Jean Gauguet-Larouche, 13 juillet au 15 août 1965, Musée d'art contemporain de Montréal, 1965
- Grand Mic-Mac d'Alma, Alma, mai 1972
- Sculpture dans le "Village des arts": Québec en rut érigée à l’occasion de la Superfrancofête à Québec, Petite Bastille, 1974 (œuvre détruite en 1975)

## Musées et collections publiques
- Musée d'art contemporain de Montréal
- Musée des beaux-arts de Montréal
- Musée national des beaux-arts du Québec